# メタルコア
メタルコア（Metalcore）は、音楽のジャンルの一つ。

## 概要
ハードコアから派生したという見解と、ヘヴィメタルから派生してできたという解釈がある。オンライン・マガジン「ラウドコア」のライターは、初期のメタルコアのブレイクダウンは、デスメタルの影響を受けていたと記述している。
メタルコアという呼称が一般化する以前には、アース・クライシスなどの一部のニュースクール・ハードコアバンドがメタルコアと呼ばれることがあった。

## 音楽的特徴
ハードコア・パンクおよびヘヴィメタル（とりわけスラッシュメタル、メロディック・デスメタル）の性質が混交した音楽性を持ち、スラッシュメタル的な刻みリフ、ツーバスを用いた激しいドラムビート、ブレイクダウン、ビートダウンなどによって特徴づけられる。歌唱法においては、ハードコア由来のドスを効かせた咆哮や、スクリーモにみられる金切り声のようなシャウト（スクリーム）、デスメタルなどで用いられるグロウル、ガテラルを軸とするスタイルが存在する。正統派ヘヴィメタルやエモなどと同様にクリーンヴォイスで歌い上げるパターンもある。
このジャンルはヘヴィメタルとハードコアの明確な線引きが難しく、シャドウズ・フォールやトリヴィアムなどのヘヴィメタルとしかいえない音楽性を備えたバンドも出現しており、単にハードコア出身でヘヴィメタルの要素を持っているバンドのことを指すこともある。

## 歴史

### 黎明期
ブラック・フラッグ、バッド・ブレインズなどをはじめとするオリジネイター達はブラック・サバスを尊敬し、彼らを追い抜こうと切磋琢磨していた。英国のディスチャージやエクスプロイテッドらもメタルから影響を受けた。ミスフィッツは『Earth A.D.』をリリースし、スラッシュメタルに絶大な影響を与えた。しかし、それでもパンクとメタルの両シーンは1980年代半ばまで断絶されたままであったといえる。1984年になると、メタルとハードコアの相互作用は最終的にはRuthie'sと呼ばれるカリフォルニア州バークリーのクラブでクロスオーバースラッシュシーンを作り出した。"メタルコア"という言葉は元々このようなクロスオーバースラッシュのバンドを指すものであった。コロージョン・オブ・コンフォーミティ、D.R.I.、スイサイダル・テンデンシーズはメタリカ、スレイヤーのようなスラッシュメタルバンドとプレイしていた。このシーンは1984年に産まれたニューヨークのハードコアシーンに影響を与えた。このシーンに存在したバンドとしてはクロ・マグス、Murphy's Law、アグノスティック・フロント、Warzoneなどがいる。クロ・マグスはこの中でも最も影響力を持ったバンドで、彼らもBad Brains、モーターヘッド、Black Sabbathなどから影響を受けていた。また、クロ・マグスはストレート・エッジ、クリシュナ思想を信条としていた。ニューヨーク出身でメタルに影響を受けたストレートエッジのバンドには1982年結成のCrumbsuckersがいる。1985年になると、ブレイクダウンが大流行。これはバッド・ブレインズがレゲエとメタルのバックグラウンドを持っていたからである。この間、スラッシュメタルバンドはハードコアから多大な影響を受けており、その証拠に1987年にはメタリカがディスチャージとミスフィッツのカバーを行ったりしていた。
余談ではあるが、1980年代の日本のハードコア・パンク・シーンではG.I.S.M.や初期のGASTUNKがメタルコアと呼ばれた。これは一時代の局所的な呼称であり、本記事で扱うメタルコアとは直接の関連性はない。

### 1990年代(メタリックハードコア)
1984年から1995年にかけて新しいタイプのハードコアバンドが現れた。代表的なバンドにはHogan's Heroes,、Merauder、オール・アウト・ウォー、Integrity、バイオハザード、フーズ、アース・クライシス、コンヴァージ、シャイ・ハルード、Starkweather、Judge、Strife、Rorschach、ヴィジョン・オブ・ディスオーダー、ヘイトブリードなどがいる。
Hogan's Heroesは主にGovernment Issue、バッド・ブレインズ、ミスフィッツといったハードコアバンドや、NWOBHMの要素、Venomのようなバンドから影響を受けていた。IntegrityはG.I.S.M.、スレイヤー、Septic Death、Samhain、モーターヘッド、ジョイ・ディヴィジョンらから主に影響を受けた。Earth Crisis、Converge、Hatebreedらはハードコア・パンクやデスメタルの影響が大きい。Earth Crisisのアルバム『Destroy the Machines』はこのシーンにおいて特に重要な作品である。バイオハザード、コウアレス、Overcastらも重要な役割を果たした。

### 2000年以降
アメリカ マサチューセッツ州のハードコアシーンにおいて活躍していたキルスウィッチ・エンゲイジやシャドウズ・フォールといったバンドが、スウェーデンのアット・ザ・ゲイツやイン・フレイムスの影響を受けて音楽性が急速にメタルに接近していき、これらの音楽性の呼称として「メタルコア」というジャンルが始まったとされる。
また、スウェーデンのイン・フレイムスやソイルワークといったバンドもアメリカへ進出した際に、現地のバンドの影響を受けて従来のメロディックデスメタルの音楽性から、アメリカ市場を意識したメタルコアに近い音楽性に変化していった。
新しい形のニューメタルとしてジャンルを確立しつつあり、近年の人気に伴いフォロワーが次々と生まれ飽和状態となった。その結果、本来メタルコアがあるべき姿である「非主流派」から主流派になってしまったという批判を受けており、そこから新たな非主流派たるデスコアが誕生することとなった。

## サブジャンル

### メロディック・メタルコア
2000年初頭になると、メロディに重きを置くバンドが雨後の筍のごとく多数現れた。このようなバンドの多くはメロディックデスメタルとハードコアパンクを融合させるスタイルをとっていた。
代表的なバンドにはキルスウィッチ・エンゲージ、アズ・アイ・レイ・ダイイング、トリヴィアム、オール・ザット・リメインズ、アトレイユ、Bullet for My Valentine、ベリー・トゥモロー、ダーケスト・アワー、オーガスト・バーンズ・レッドなどがいる。彼らはアット・ザ・ゲイツ、アーチ・エネミー、イン・フレイムス、ソイルワークといったスウェーデンのメロデスから大きな影響を受けている。クリーンヴォーカルを用いることが多いのも特徴である。中には、シャドウズ・フォールのように80年代のグラムメタルへの愛を表明するものもいる。

### マスコア
マスコアは1990年代中頃に発表されたコンヴァージ、Botch、ザ・ディリンジャー・エスケイプ・プランらの作品から産まれたジャンルである。マスコアという用語はマスロックのアナロジーとして使われている。マスコアはスピード、テクニカルなリフ、変拍子によって特徴づけることが出来る。Fear Beforeのようなバンドはメタルコアの特徴とプログレッシブメタルの要素を組み合わせている。

### デスコア
デスコアはメタルコアとデスメタルを組み合わせたもの。デスコアの特徴はブレイクダウン、ブラストビート、デスメタル的なリフ。ギターソロを入れたり、メタルコアに影響を受けたフレーズを導入するバンドもいる。ニューヨーク出身のデスメタルバンドSuffocationはデスコアの出現に大きな影響を与えたといわれる。代表的なデスコアのバンドにはスーサイド・サイレンス、Whitechapel、Knights of the Abyss、Carnifex、チェルシー・グリン、初期のBring Me the Horizonなどが挙げられる。

## 主なバンド

### アメリカ
- Fire from the gods
- イシューズ
- ア・デイ・トゥ・リメンバー
- アイズ・セット・トゥ・キル
- アヴェンジド・セヴンフォールド（初期）
- アズ・アイ・レイ・ダイング
- アズ・ブラッド・ランズ・ブラック
- アタック・アタック!
- アトレイユ
- アビゲイル・ウィリアムズ（初期）
- アフター・ザ・ベリアル
- アフターショック
- アンアース
- アンダーオース
- イット・ダイズ・トゥデイ
- イル・ニーニョ
- イン・ディス・モーメント
- イン・フィアー・アンド・フェイス
- ウィズ・パッション
- エージェンツ・オブ・マン
- エラ
- エミュア
- エンブレイス・ジ・エンド
- オーガスト・バーンズ・レッド
- オーバーキャスト
- オール・ザット・リメインズ
- キマイラ
- キルスウィッチ・エンゲイジ
- ゴッド・フォービッド
- ザ・ゴースト・インサイド
- サイレント・シビリアン
- ジ・アケイシャ・ストレイン
- ジ・アゴニーシーン
- シナイ・ビーチ
- シャイ・ハルード
- シャドウズ・フォール
- スティル・リメインズ
- スーサイド・サイレンス
- ゼイオー
- ダーケスト・アワー
- ディヴァイン・ヘレシー
- デヴィル・ウェアーズ・プラダ
- トリヴィアム
- ビトウィーン・ザ・ベリード・アンド・ミー (中期)
- フォー・ザ・フォールン・ドリームズ
- ブリーディング・スルー
- ブレスザフォール
- ヘイスト・ザ・デイ
- ヘイトブリード
- ペリフェリー
- ミザリー・シグナルズ
- モーションレス・イン・ホワイト
- ラム・オブ・ゴッド
- リフラックス

### イギリス
- アーキテクツ
- オーシャンズ・エイト・アラスカ
- スタンピン・グラウンド
- ブリード・フロム・ウィズイン
- ブレット・フォー・マイ・ヴァレンタイン
- ライズ・トゥ・リメイン
- ワイル・シー・スリープス

### カナダ
- ジ・アゴニスト
- プロテスト・ザ・ヒーロー
- スリー・デイズ・グレイス

### 日本
- ア・クラウド・オブ・リベリオン
- クロスフェイス
- フィアー・アンド・ロージング・イン・ラスベガス
- HER NAME IN BLOOD
- MYPROOF
- NOCTURNAL BLOODLUST
- スマッシュ・ザ・ブレイン
- ソーシャル・エンド・クリスマス
- イーチ・オブ・ザ・デイズ
- エマージェンシーズ
- キバオブアキバ
- クリスタル・レイク
- ダイイング・セブン・リバース
- テイク・マインズ・プレイス
- 花冷え。
- ビフォア・マイ・ライフ・フェイルズ
- フェイト・イン・スパイラル
- ブレイク・ユア・フィスト
- 黒い巨塔〜0281〜

### ドイツ
- キャリバン
- デッドロック
- ニーエラ
- フィア・マイ・ソーツ
- ヘヴン・シャル・バーン
- マルーン

### オーストラリア
- アイ・キルド・ザ・プロム・クイーン
- パークウェイ・ドライヴ

### スウェーデン
- ソニック・シンディケイト
- AMARANTHE

### フランス
- エイッツ
- チャンク!ノー・キャプテン・チャンク!

### イタリア
- スローモーション・アポカリプス

### デンマーク
- ラウンチー

### フィンランド
- ペイン・コンフェッサー

### スイス
- ドリームシェイド

### 南アフリカ共和国
- ウィックヘッド